# 雅各布斯普雷里 (明尼蘇達州)
雅各布斯普雷里（英語：Jacobs Prairie）是位於美國明尼蘇達州斯特恩斯縣韋克菲爾德鎮區的一個非建制地區。

## 地理
雅各布斯普雷里所處的海拔為高於海平面351米（即1152英呎），而該地所採用的時區為UTC-6，即北美中部時區（CST）。同時該地設有夏令時間，為UTC-6調快一小時，即UTC-5（CDT）。